# Janika Sillamaa
Janika Sillamaa (23 juni 1975) is een Estisch zangeres en actrice.
Sillamaa is afkomstig uit een muzikale familie. Zij stond al op jonge leeftijd op het podium, onder andere in kindermusicals en bij het muziektheater Colombina, gesticht door haar moeder Kaari. Zij studeerde aan het departement pop-jazz van de Georg Ots-Muziekschool in Tallinn, waar zij onder andere werd gecoacht door Jaak Joala en Kare Kauks.
In 1992 werd Sillamaa intern geselecteerd om Estland te vertegenwoordigen op het Eurovisiesongfestival van 1993. Zij slaagde er echter niet in om met haar lied Muretut meelt ja südametuld via de kwalificatieronde in Ljubljana door te stoten naar de finale in Millstreet. In 1993 nam Sillamaa deel aan het Roskilde Festival en was zij ook te zien in de musical Jesus Christ Superstar, waarin zij de rol van Maria Magdalena vertolkte. In 1995 vormde zij haar eigen rockgroup The Names, waarmee zij enkele singles uitbracht. In 1998 nam zij deel aan Eurolaul, de Estse preselectie voor het Eurovisiesongfestival, met het lied Viimne valge kuu, geschreven door haar moeder. Sillamaa eindigde op de vierde plaats. Ook in de jaren 2000 speelde Sillamaa verscheidene rollen in grote musicals, zoals Aida, Chess, Miss Saigon en Cats. In 2009 vormde zij met vrienden de rockband Famagusta.